# Картопляний хліб

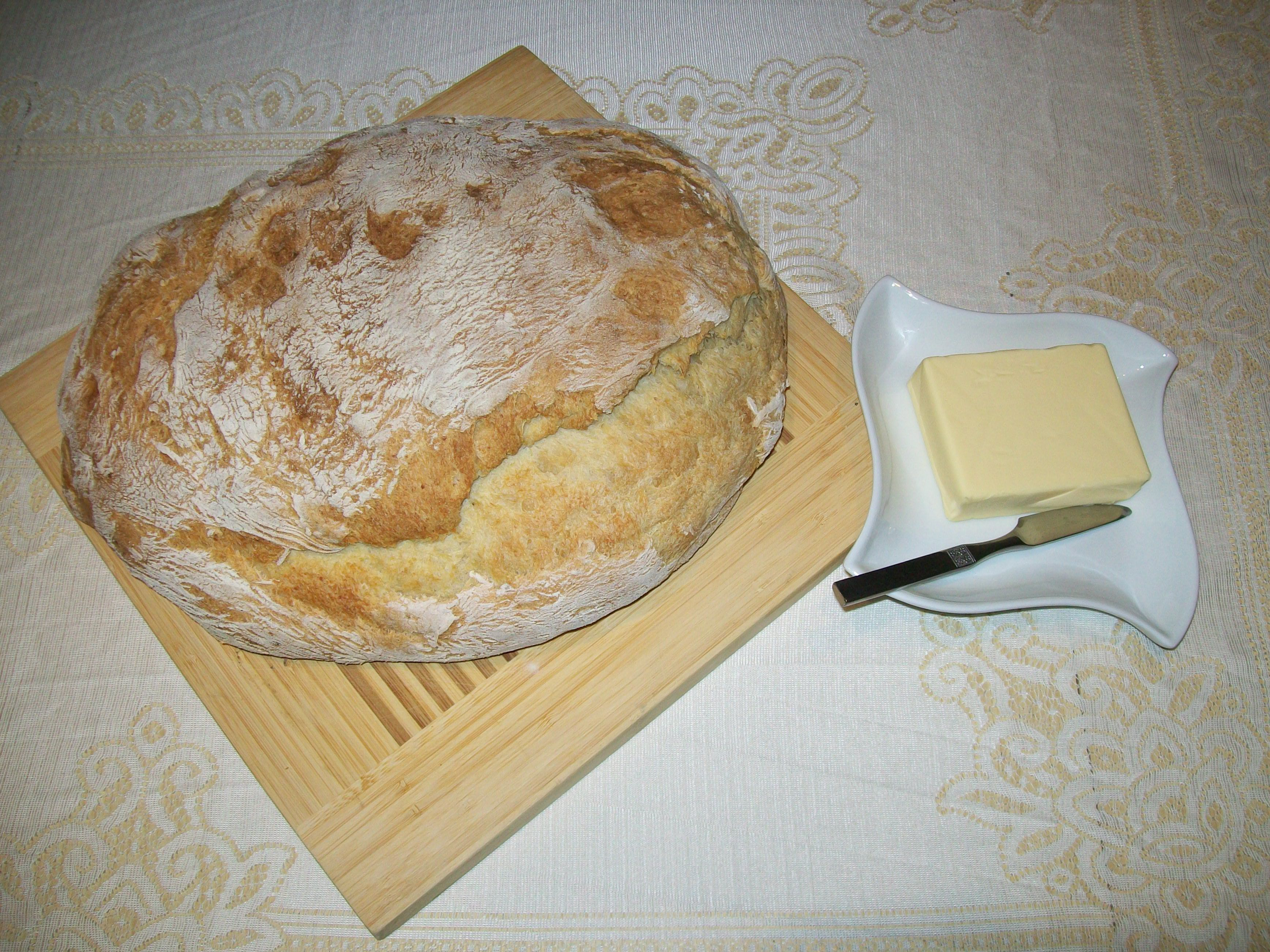
Картопляний хліб з маслом

Картопляний хліб — вид хліба, в якому картопля замінює частину звичайного пшеничного борошна. Його готують різними способами, в тому числі випічкою на гарячій сковорідці або в духовці. Це може бути дріжджовий або бездріжджовий хліб, він може мати різні запечені інгредієнти. Співвідношення картоплі з пшеничним борошном варіюється від рецепту до рецепту, в деяких рецептах більше картоплі, в інших більше пшеничного борошна. Деякі рецепти використовують для виготовлення хліба, картопляне пюре, інші використовують зневоднені картопляні пластівці. Такий хліб з різними варіантами інгредієнтів і способами приготування продається в багатьох країнах.

## Технологія приготування
Для приготування картопляного хліба беруть сирої або вареної картоплі. Сиру картоплю очищають від шкірки і вічок, труть на тертці, віджимають сік і додають в приготоване тісто. Варену картоплю використовують для приготування пюре, причому в пюре не треба додавати молоко. У тісто можна додавати також пюре з печеної картоплі. Отримане тісто запікається в духовці або на сковороді близько 5 хвилин до утворення золотистої скоринки. Хліб подають гарячим.

## Альтернативні назви
Картопляний хліб має багато регіональних назв, у тому числі слімс (slims), fadge', картопляна запіканка, картопля farls, хліб tatie в Ірландії, і tawty або tattie scone в Шотландії.

## Сорти

### Чилі
Картопляний хліб в різних формах, є загальним елементом кухні Чилое на півдні Чилі. Найпопулярніший хліб milcao і chapalele є частиною традиційного куранто (їжа з молюсків, м'яса і картоплі народів, які населяють острови, що знаходяться недалеко від Чилі).

### Німеччина
Картопляний хліб Kartoffelbrot в Німеччині може містити пшеничне і житнє борошно.

### Угорщина
Картопляний хліб є частиною кухні Угорщини.

### Ірландія

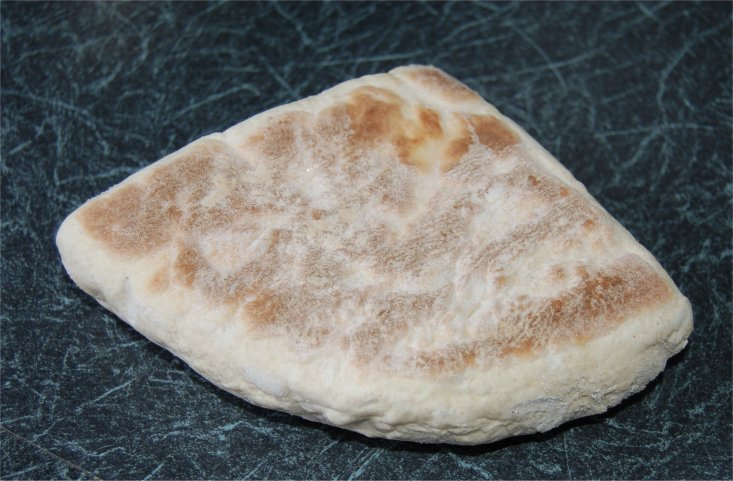
Картопляний коржик Soda farl

Картопляний хліб Pratie використовує вівсянку замість житнього або пшеничного борошна.
Хліб з картоплі з яблуками поширений у місті Арма, Північна Ірландія. Він являє собою картопляний хліб з солодкою начинкою з яблук.
Картоплю, нарізану на квадратні шматочки (зазвичай близько 0,5–1 см в товщину) з хлібом, злегка присипану борошном, поширений в Ольстері, особливо в Північній Ірландії. Тут також готують картопляні fadge (оладки). Їх можна готувати на грилі, їдять з різними добавками.

### Нова Зеландія
У кухні новозеландських маорі є дріжджовий картопляний хліб ревена.

### Перу
Картопляний хліб Папо-пан (Papa-pan) став використовуватися в їжу в Перу з 2008 року, коли відбулося різке зростання цін на пшеницю.

### Польща

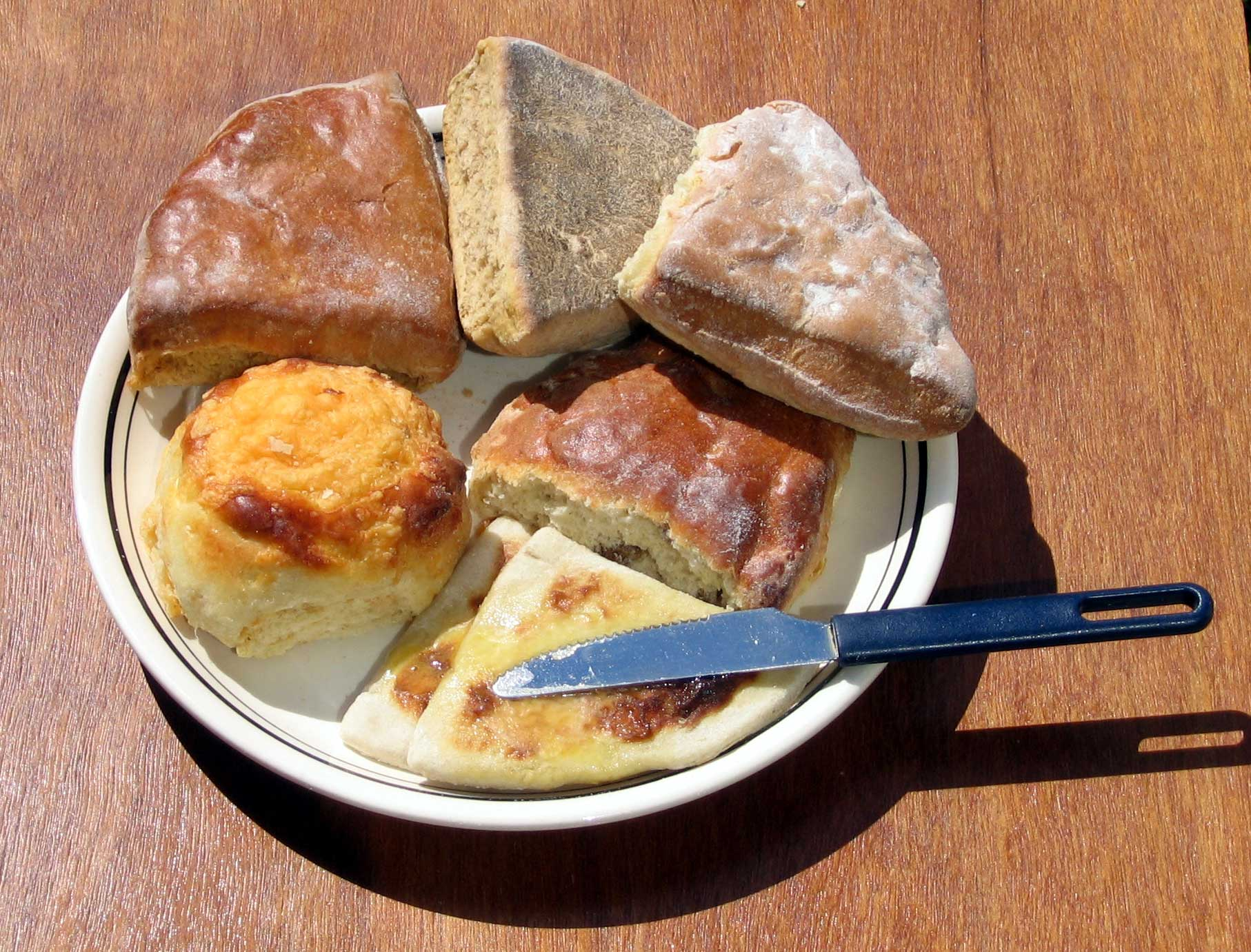
Картопляний хліб Potato scone в Шотландії

Okrągły chleb kartoflany — назва картопляного хліба в Польщі.

### Шотландія
Шотландські коржі Potato scone запікаються у формі невеликих кіл діаметром до 15 см, які потім ріжуться на чотири частини. Цей хліб дуже популярний в Шотландії. Існує багато варіантів його рецептів, як правило, вони містять різні кількості вареної картоплі, вершкового масла і солі. Такий хліб входить до складу шотландського сніданку з яєчнею, беконом або нарізаною ковбасою.

### США
Картопляний хліб, який продається в США, дуже схожий на звичайний білий хліб, але має жовтий відтінок і картопляний смак.
Хліб індіанського народу Черокі з солодкої картоплі є видом картопляного хліба.